# Ćose Jahja-hodžina džamija
La Ćose Jahja-hodžina džamija est une mosquée située en Bosnie-Herzégovine, sur le territoire de la ville de Mostar et sur celui de la ville de Mostar. Elle est inscrite sur la liste provisoire des monuments nationaux de Bosnie-Herzégovine.